# Henry Surtees
Pour les articles homonymes, voir Surtees.
Henry John Surtees, né le 18 février 1991 à Lingfield et mort accidentellement le 19 juillet 2009 au circuit de Brands Hatch, est un pilote automobile britannique. Il est le fils de John Surtees.

## Biographie

### Les débuts

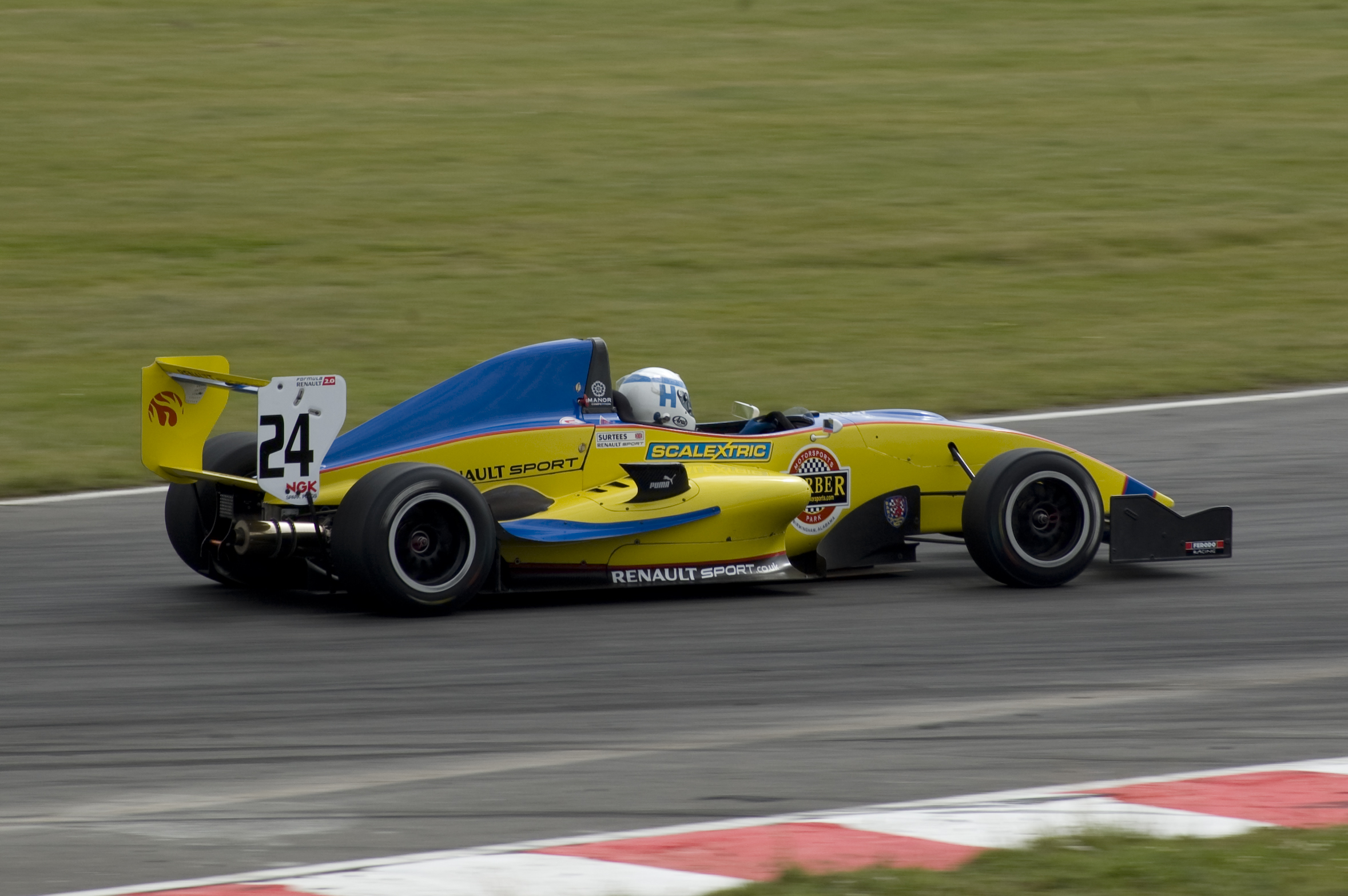
Henry Surtees en 2008, sur le circuit de Snetterton.

Après avoir débuté en karting, il fait ses débuts en monoplace en 2007 en Formule BMW et se classe deuxième des pilotes novices dans la discipline. En 2008, il s'engage en Formule Renault 2.0 britannique et termine douzième du championnat et vice-champion des Winter Series avec une victoire et trois podiums. Fin 2008, il participe à la finale de Formule 3 britannique.

### Débuts en Formule 2 et drame de Brands Hatch

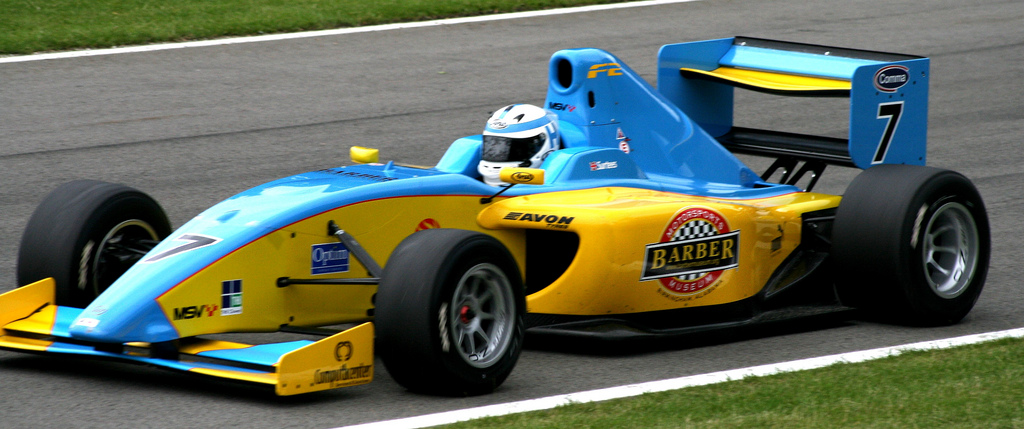
Henry Surtees lors de la course où il a trouvé la mort.

En 2009, il participe au nouveau championnat de Formule 2. Il trouvera la mort au volant de sa monoplace dans un accident survenu le 19 juillet sur le circuit de Brands Hatch. Il reçoit en pleine tête une roue détachée d'une autre voiture, celle de Jack Clarke, qui était parti en tête-à-queue avant de taper le mur de pneus à Westfield Bend. Il perd connaissance, laissant sa monoplace s'arrêter toute seule dans le terre plein. Désincarcéré avec prudence par les services de sécurité du circuit Londonien, le pilote de 18 ans a ensuite été examiné au centre médical du circuit de Brands Hatch avant d'être transféré au Royal Hospital de Londres. Placé en soins intensifs, inconscient, et dans un état préoccupant il décède une heure plus tard des suites de ses blessures. Il avait marqué son premier podium dans la discipline la veille, et termine, à titre posthume, quatorzième du championnat.